# Sielsowiet Smolany
Sielsowiet Smolany (biał. Смальянскі сельсавет, Smaljanski sielsawiet; ros. Смольянский сельсовет) – sielsowiet na Białorusi, w obwodzie witebskim, w rejonie orszańskim, z siedzibą w Smolanach.

## Demografia
Według spisu z 2009 sielsowiet Smolany zamieszkiwało 1886 osób, w tym 1768 Białorusinów (93,74%), 85 Rosjan (4,51%), 15 Ukraińców (0,80%), 6 Polaków (0,32%), 3 Tatarów (0,16%), 3 Niemców (0,16%), 2 osoby innych narodowości i 4 osoby, które nie podały żadnej narodowości.

## Geografia i transport
Sielsowiet położony jest na Wysoczyźnie Orszańskiej, części Grzędy Białoruskiej, w zachodniej części rejonu orszańskiego i na północny zachód od stolicy rejonu Orszy.
Przez sielsowiet przebiegają droga republikańska R15 oraz linia kolejowa Orsza – Lepel.

## Miejscowości
- agromiasteczko:
  - Smolany
- wsie:
  - Babramyniczy
  - Cichany
  - Ciulpin
  - Hanyszawa
  - Harawyja Parszni
  - Kamiaki
  - Karpauszczyna
  - Kazionnyja Parszni
  - Kuczyna
  - Masiuki
  - Pareczcza
  - Parkawaja
  - Repuchawa
  - Rukli
  - Sialec
  - Somanawa
  - Spaskaje
  - Stupawoje
  - Subaczawa
  - Szańkawa
  - Szybieki
  - Wasniewa
  - Wiaźmiczy
  - Żwikawa
- osiedle:
  - Trudawy